# Freeride (Wintersport)

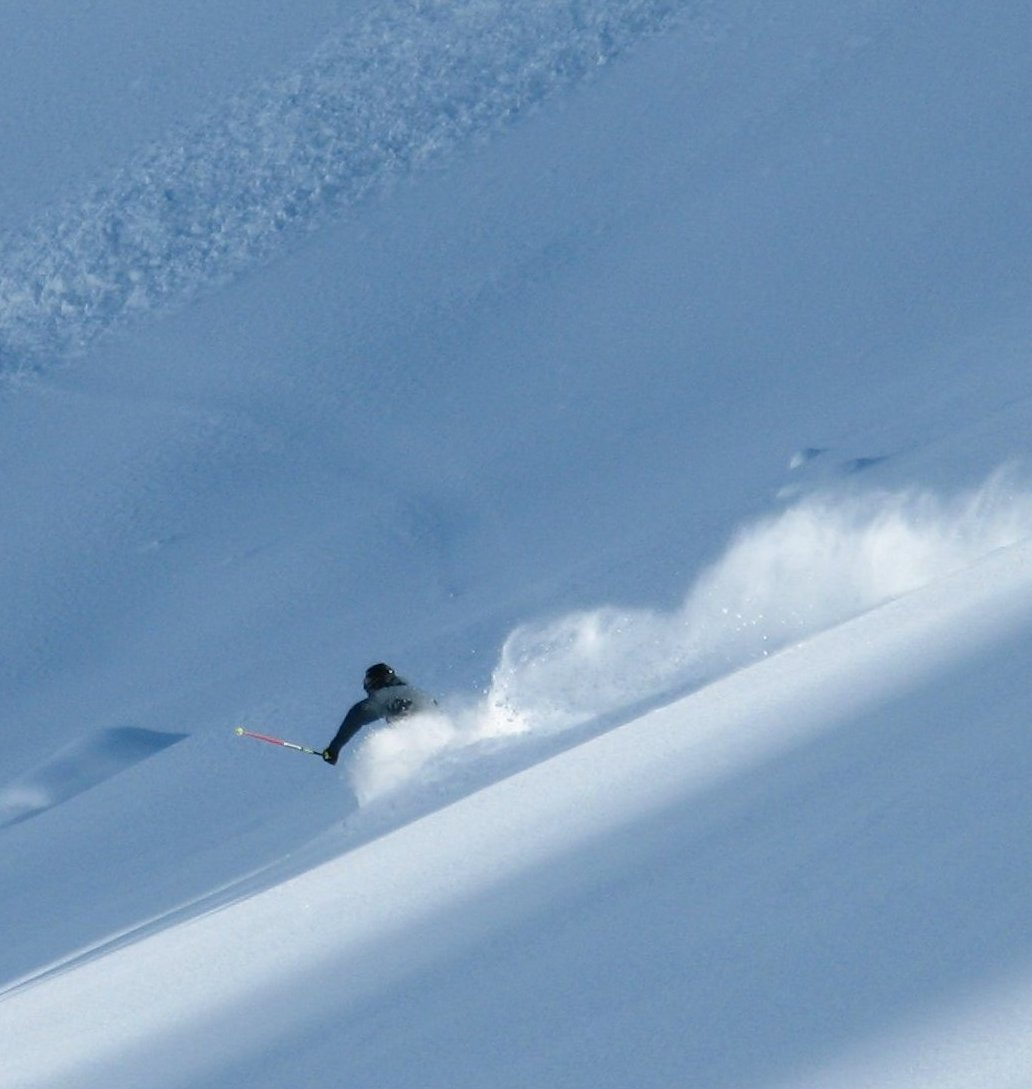
Skifahrer im freien Gelände. An der Struktur des aufgewirbelten Schnees erkennt man, dass der Skifahrer die Tiefschneefahrer-typischen Kurzschwünge fährt.

Als Freeriden (von engl. free ‚frei‘ und ride ‚fahren‘), dt. Fahren im freien Gelände bzw. Variantenfahren, auch Backcountry und off-piste-Fahren, wird das Skifahren und Snowboarden durch unberührten Schnee abseits der markierten und kontrollierten Skipisten in Bergregionen bezeichnet. Das sichere Beherrschen des Tiefschneefahrens und Kenntnisse der Lawinenkunde sind Grundvoraussetzungen für das Freeriden.
Der Ausdruck entstand durch die Entwicklung neuer Geräte wie dem Snowboard und entspricht der Abfahrtstechnik der Skitourengeher bzw. allgemein dem Skifahren vor Erfindung der präparierten Skipiste Mitte der 1960er Jahre.
Bereits in den späten 1990er Jahren hat sich das Freeriding in den traditionellen Wintersportländern Österreich, Frankreich, Norwegen, Schweden, Schweiz und den USA verbreitet.

## Material
Freeriden ist weder eine Sportart noch ein besonderer Fahrstil, sondern die Bezeichnung für den Trend, sich abseits von Skipisten zu bewegen. Der Trend ist durch die Entwicklung des Snowboards und spezieller Skier für das Freeriden begünstigt worden. Da Freeride-Boards und auch Freeride-Ski eigens für diesen Einsatz entwickelt und konstruiert sind, eignen sie sich sowohl für das offene Gelände als auch für präparierte Pisten. Freeride-Skifahrer können ihr Leistungsspektrum am besten im Tiefschnee zur Geltung bringen. Für die Piste eignen sich die schmaleren Ausführungen, Nachteile im Vergleich zu Carving-Ski sind aber in Kauf zu nehmen.

## Formen

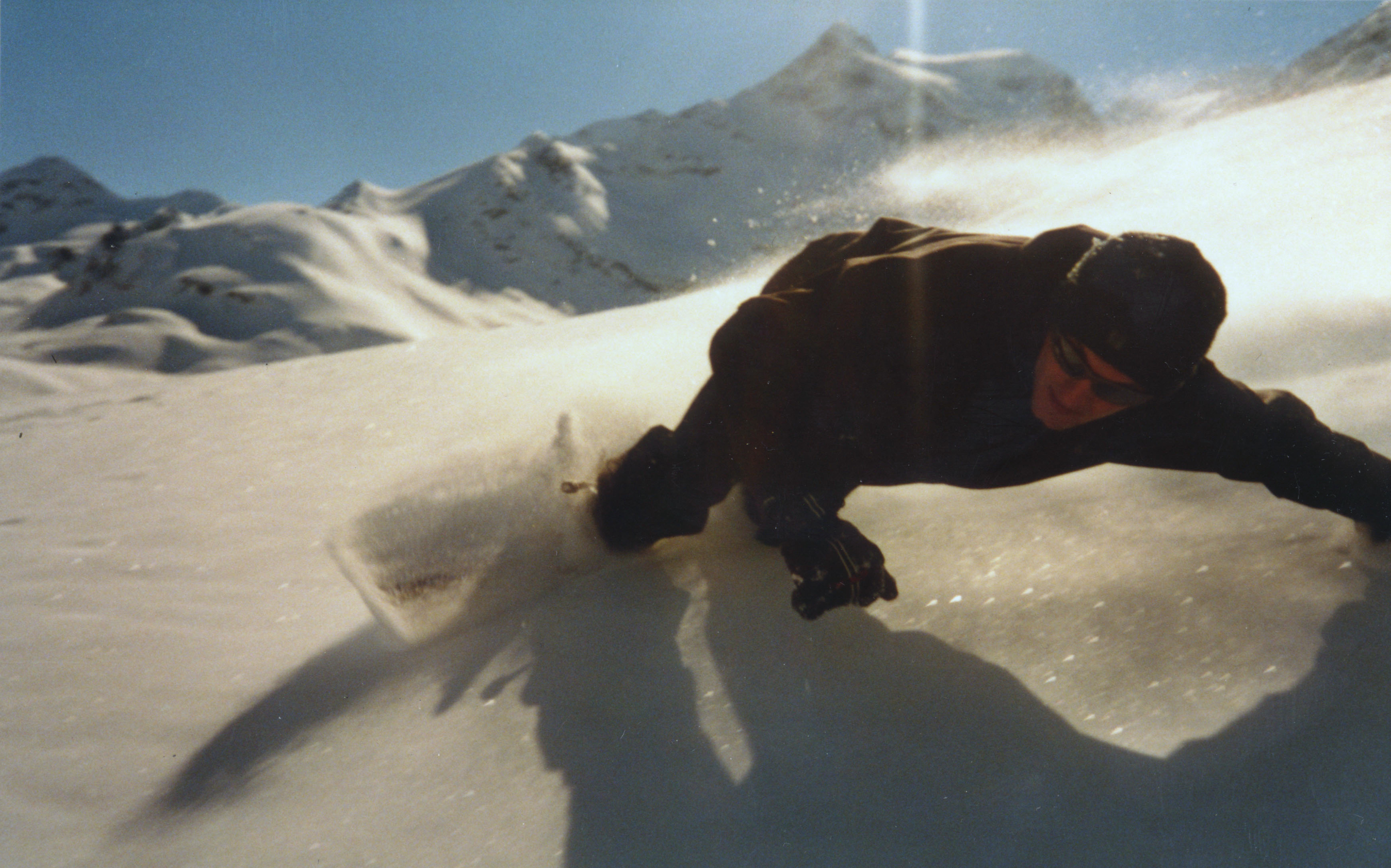
Eine Kurve mit hoher Geschwindigkeit im Pulverschnee abseits der Piste. Der Boarder lehnt sich dabei wegen der Fliehkraft zum Kurveninneren.

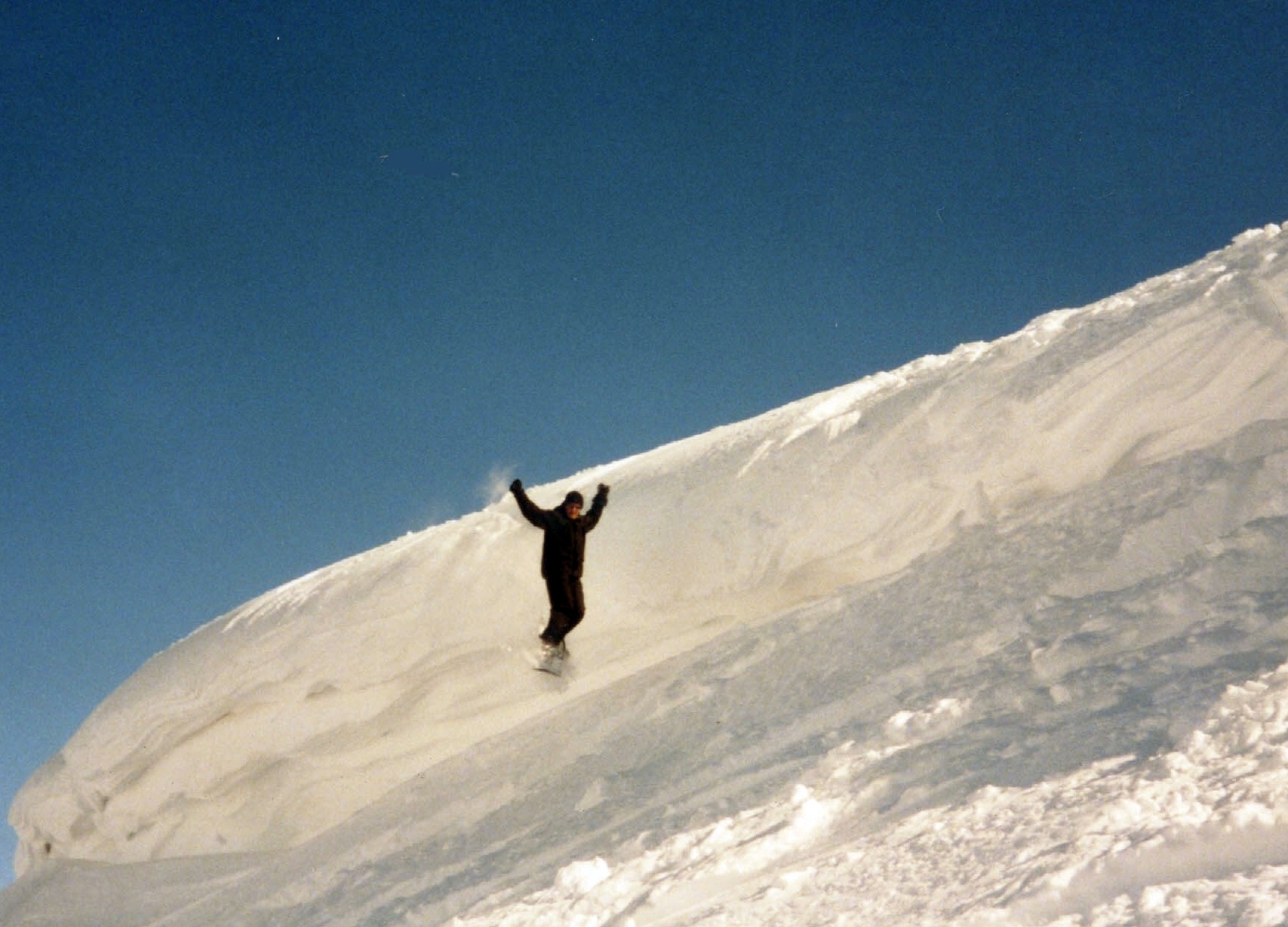
Sprünge über natürliche Hindernisse gehören beim extremeren Freeriding zum Standard, erfordern aber Erfahrung in der Einschätzung des eigenen Fahrkönnens und der Risiko-Bewertung.

Traditionell zerfällt das Skifahren seit der Entwicklung des Skilifts in zwei Sparten, das Pistenskifahren, und das freie Skifahren im Rahmen von Skitouren oder das Heliskiing. Der Ausdruck Freeriden ist im Snowboardsport geprägt worden. Generell wird das Verlassen der Skipiste als off-piste-Fahren bezeichnet, das Befahren abseits der markierten und kontrollierten Skipisten heißt auch Backcountry. In den 1990er Jahren kam das Variantenfahren, also Aufstieg mit Lift, aber Abfahrt im freien Gelände, auf. Um diesem Trend nachzukommen, wurde die Skiroute weiterentwickelt, eine markierte, aber nicht präparierte Piste, wie sie heute in vielen Skigebieten angelegt wird. Eine besondere Form des Freeridens ist das Extremskifahren in besonders steilem und unwegsamem, mit Steinen bedeckten Gelände.
Zudem wird unterschieden in Freeriding durch Amateure und die Ausführung als sportlicher Wettbewerb. Anfang der Neunziger gab es in Alaska erste Wettkämpfe.

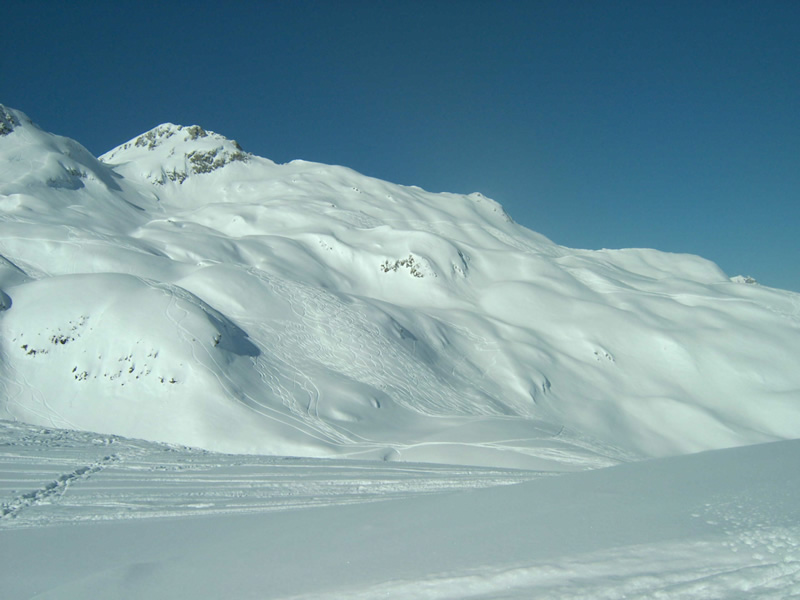
Typisches Freeride-Gelände am Arlberg

Dabei hat sich auch der Stil des freien Fahrens deutlich verändert. Die Kurvenradien haben sich im Snowboarden deutlich vergrößert und auch die Geschwindigkeit ist entsprechend gestiegen. Auch Skifahrern ermöglicht modernes Material (z. B. Rocker-Ski, hohe Mittelbreiten der Ski) größere Radien abseits der Pisten im Vergleich zum klassischen Wedelschwung. Neben Tiefschnee lassen sich mit modernen Sportmitteln auch ungünstige Schneearten (wie Harsch und windgepresster Schnee) viel besser befahren.
Zum Freeriden gehört nicht nur die Abfahrt, sondern in zunehmendem Maße auch Sprünge in verschiedensten Variationen und andere Gimmicks, wie sie in den 1970er Jahren von damaligen Trickski-Fahrern entwickelt wurden. Als Absprungrampen nutzen Freerider natürliche Geländeformen wie Felsen (Cliffs) oder Wechten.

## Orte
Während Freeriden in den meisten Skigebieten möglich ist, haben sich durch die zunehmende Beliebtheit des Freeridens in den 2000er Jahren einige Wintersportgebiete als für die Zielgruppe besonders interessant herauskristallisiert und als Freeride-Zentren etabliert. In den Alpen sind dies unter anderem Chamonix und La Grave in Frankreich, Alagna Valsesia und Courmayeur in Italien, Andermatt und Engelberg in der Schweiz, der Arlberg, Fieberbrunn in den Kitzbüheler Alpen und der Krippenstein in Österreich sowie Oberstdorf in Deutschland.
Die bekannteste Abfahrt außerhalb gesicherter Skigebiete, die mit Aufstiegshilfen erreicht werden kann, ist das Vallée Blanche bei Chamonix in Frankreich, welches auch als die längste Skiabfahrt der Welt gilt.

## Risiken
Freeriden setzt neben dem Können auch noch ein hohes Maß an Verantwortungsbewusstsein voraus. Für die eigene Sicherheit, aber auch die Sicherheit von anderen Personen ist es wichtig, die Verhaltensregeln beim Skifahren abseits der gesicherten Pisten zu kennen und einzuhalten. Insbesondere das Lawinenrisiko ist zu beachten.
Freerider sind üblicherweise in kleinen Gruppen unterwegs. Weil die Sportler sich im Hochgebirge bewegen und dort alpinen Gefahren ausgesetzt sind, ist die Anleitung eines Skiführers ratsam.
Unfälle
Am 17. Februar 2012 wurde der niederländische Prinz Friso von Oranien-Nassau beim Freeriden von einer Lawine verschüttet und nach einiger Zeit ausgegraben (siehe hier). Dies verschaffte den Risiken des Freeridens viel Aufmerksamkeit. Am 23. Dezember 2024 kam die 26-jährige Schweizer Snowboarderin Sophie Hediger bei einem Lawinenunglück am Brüggerhorn oberhalb von Arosa ums Leben. Nachdem ihre Zweier-Gruppe die geschlossene Piste verlassen hatte, wurde Hediger in einem Abhang von einer Lawine erfasst. Ihr Begleiter benachrichtigte die Rettungskräfte und begab sich auf die Suche nach der Verschütteten. Diese konnte geortet und schließlich aus den Schneemassen geborgen werden. Die Reanimation auf dem Lawinenfeld wurde erfolglos abgebrochen.

## Sport-Ausrüstung

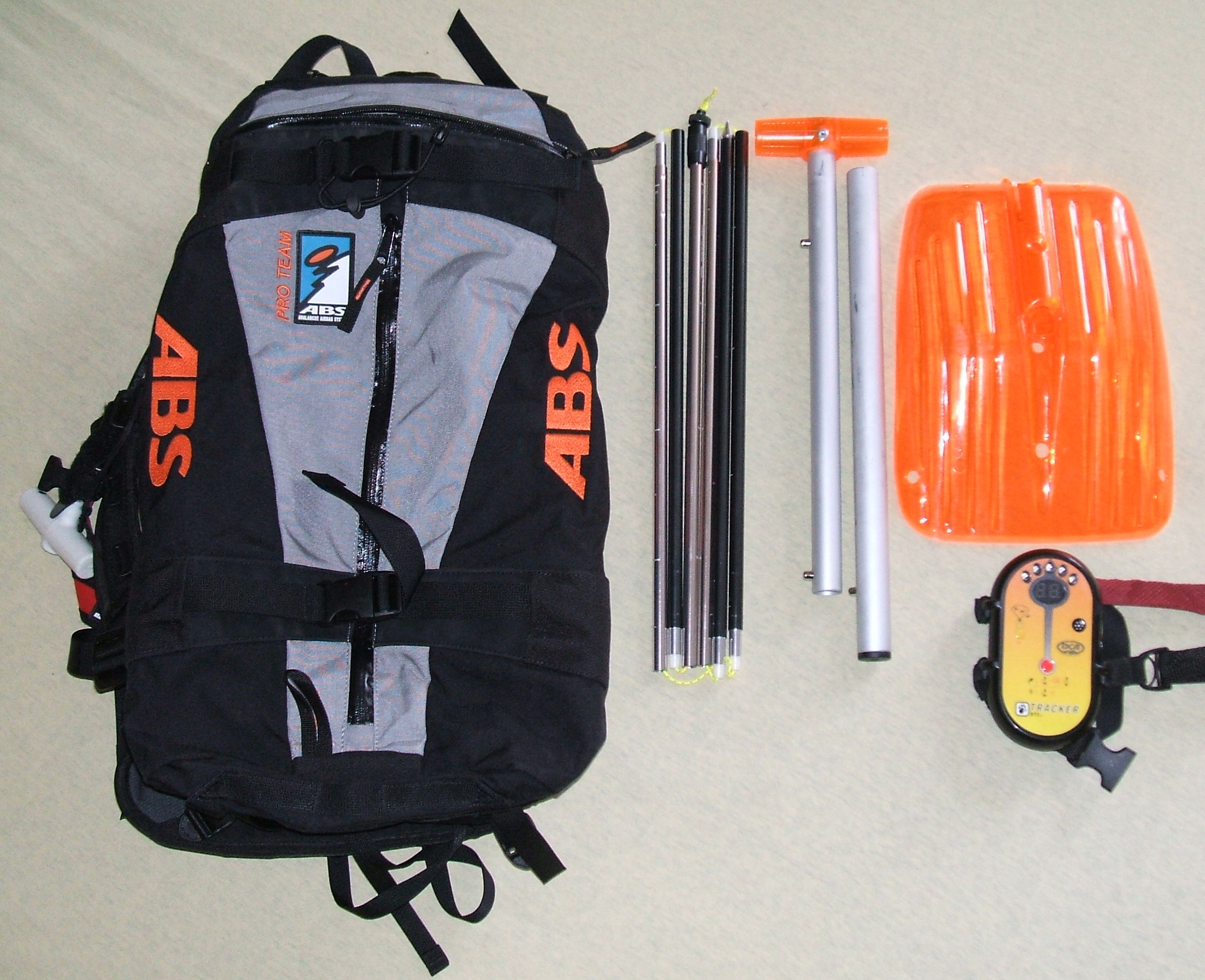
Lawinensicherheitsausrüstung bestehend aus (von links nach rechts): Lawinenairbag, zusammengefaltete Lawinensonde, Lawinenschaufel und LVS-Gerät (das gezeigte 2-Antennen-Gerät entspricht jedoch nicht mehr dem Stand der Technik)

Für die Skier gibt es keine Vorschriften, bewährt haben sich breite und relativ lange Skier mit großen Gleitflächen. Zudem werden v. a. bei Freeride-Ski die Bindungen weiter hinten als üblich montiert, um ein Absinken der Schaufel zu verhindern und das Fahren zu erleichtern. Um bei Sprüngen eine gesteigerte Variabilität zu erreichen, haben manche Modelle, die Twintips, deutlich aufgebogene Enden, mit denen auch rückwärts Fahren und rückwärts Landen möglich sind, wie die Trickski der 1970er. Für das Freeriden ist mittlerweile auch eine eigene Bindung mit Gehfunktion – ähnlich einer Tourenbindung – entwickelt worden.
Alle Sportler tragen Helme, Schutzbrillen und Handschuhe sowie evtl. Knieschützer und Rückenprotektoren.
Zur Ausrüstung eines Freeriders gehören außerdem ein LVS-Gerät („Lawinenpieps“), eine Lawinensonde sowie eine Lawinenschaufel, um im Fall des Verschüttens durch einen Lawinenabgang schnelle Hilfe erhalten oder leisten zu können. Zusätzlich gibt es auch Airbag-Rucksäcke: Bei einem Lawinenabgang zieht der Freerider an einer Reißleine am Schultergurt und mit Hilfe einer Pressluftpatrone werden Luftkissen am Rucksack aufgeblasen. Damit ist der Freerider der größte „Brocken“ in der Lawine und wird durch den inversen Segregationseffekt eher an der Oberfläche gehalten.

## Sportliche Wettbewerbe

### Fahrtstrecke, Bewertung
Für die Teilnehmer wird ein Start- und ein Zielplatz abgesteckt; die Entfernung soll etwa 600 m betragen. Die durchschnittliche Hangneigung liegt bei 40–50 Grad. In die Fahrtstrecke werden mehrere Felsen einbezogen. Zur Sicherheit der Sportler wird der vorgesehene Abfahrtshang jeweils vor den „Bewerben“ durch Lawinenexperten untersucht und ggf. abgesprengt. Trotzdem ist das Mitführen der Sicherheitsausstattung vorgeschrieben.
Es gibt kein generelles Reglement für Freeride-Wettkämpfe, meist bewertet aber eine Jury die Fahrer nach einer Kombination aus den folgenden Kriterien: Wahl der Fahrlinie, Bewegungsrhythmus, Effektivität, Sprünge, auch nach Schwierigkeiten und Laufzeit. Stürze werden teils nicht direkt mit Punktabzügen bestraft, führen aber zu längeren Fahrzeiten, niedriger Effektivität und einem gestörten Bewegungsrhythmus, wodurch sie sich indirekt negativ auf das Ergebnis auswirken. Ein rhythmischer, flüssiger Fahrstil ist dagegen mitentscheidend.

### Austragung
Europa- und Weltmeisterschaften sowie ein Gesamt-Weltcup werden seit Ende des 20. Jahrhunderts ausgetragen. Einer der ersten Gewinner eines Weltcups war der Kanadier Chris Davenport (1998).
Im Jahr 2008 wurden sechs Wettkämpfe zur Freeride World Tour zusammengefasst, aus denen jährlich Weltmeister ermittelt werden.
Vor einem Wettkampf dürfen die Teilnehmer den Abfahrtshang nicht begehen, sie studieren ihn deshalb von unten mit Ferngläsern oft stundenlang. Der Startplatz muss zu Fuß, also ohne Lift, erreicht werden.
Außerdem finden spezielle Vergleiche in mehreren Winter-Extremsportarten statt: in Nordamerika die Winter-X-Games, in Europa z. B. der YOZ-Contest in den österreichischen Alpen.

## Ökologische Aspekte
In Bezug auf den Naturschutz in den Bergen ist das Freeriden kritisch zu betrachten:
- Tiefschneefahrer können Tiere in ihren Rückzugsgebieten stören und aufscheuchen. Im Winter, wenn kaum Nahrung vorhanden ist, kann der dadurch verursachte Energieverbrauch und Stress die Tiere in eine lebensbedrohliche Lage bringen.
- Pflanzen unter der Schneedecke können durch die Kanten oder den Druck der Skier oder Snowboards zerstört werden, insbesondere, wenn die Schneedecke dünn ist. Beim Fahren durch Wald oder durch Buschwerk können Äste oder kleinere Büsche und Bäume von Skiläufern abgerissen werden.

Die Betreiber von Skigebieten reagieren auf diese Problematik zum einen durch das Ausweisen von Sperrgebieten für Wild- und Naturschutz, in denen das Ski- und Snowboardfahren verboten ist, und zum anderen spezieller Skiabfahrten, die kontrolliert, aber nicht präpariert werden und die somit für Mensch und Natur sicheres Tiefschneefahren erlauben.
In Österreich etwa ist generell das Betreten und Befahren des Jungwaldes bis drei Meter Wuchshöhe, also den meist reizvollen offenen Schlägen, streng verboten. In Engelberg in der Schweiz gibt es dazu ein Besucherlenkungskonzept und Wildschutzgebiete.
Wird das Freeriden mit Tourengehen kombiniert, erfolgt der Aufstieg also aus eigener Kraft, ist der Freerider im Vergleich zum Lifte- und Infrastruktur-nutzenden Pistenskifahrer jedoch mit einer besseren Ökobilanz unterwegs, sofern er sich der Natur gegenüber rücksichtsvoll verhält. Das Naturerlebnis kann darüber hinaus für generelle Probleme beim Thema Skisport sensibilisieren.

## Computersimulation
Das Computerspiel Stoked Rider beschäftigt sich intensiv mit den Risiken und dem Prinzip des Freeridens.